# Viaeneite
La viaeneite è un minerale.